# Мики Маус - Забавната къща
„Мики Маус - Забавната къща“ (на английски: Mickey Mouse Funhouse) е американски компютърно анимиран сериал за деца в предучилищна възраст, създаден от Фил Уейнщайн и Томас Харт и е предшественик на „Клубът на Мики Маус“ и „Мики и приятели състезатели“. Сериалът дебютира като специален епизод на 16 юли 2021 г., и е последван с официалната си премиера по Disney Junior на 20 август. На 19 октомври 2021 г. сериалът е подновен за втори сезон, който е излъчен премиерно на 4 ноември 2022 г. На 15 юни 2022 г. е подновен за трети сезон.

## В България
В България сериалът се излъчва и по локалната версия на „Disney Junior“ през 2022 г.

### Нахсинхронен дублаж
| Роля      | Изпълнител         |
| --------- | ------------------ |
| Мики Маус | Георги Стоянов     |
| Гуфи      | Георги Спасов      |
| Мини      | Надежда Панайотова |

| Обработка              | „Александра Аудио“ |
| ---------------------- | ------------------ |
| Изпълнителен продуцент | Васил Новаков      |